# Balaganj
Balaganj è un sottodistretto (upazila) del Bangladesh situato nel distretto di Sylhet, divisione di Sylhet. Si estende su una superficie di 389,51 km² e conta una popolazione di 230.865 abitanti (dato censimento 1991).